# Zwerg
Zwerg is een Duits historisch merk van motorfietsen.
De bedrijfsnaam was: A. König, Motoren- en Pumpenfabrik, Neurenberg
Na de Eerste Wereldoorlog ontstond in Duitsland een groot aantal nieuwe maar zeer kleine motorfietsmerkjes. Dit nam vooral een vlucht halverwege na de crisisjaren 1919-1923 toen er honderden nieuwelingen op de markt kwamen. Dat eindigde vrij abrupt in 1925, toen minstens 150 merken weer verdwenen. Deze bedrijfjes hadden geen mogelijkheid om landelijke bekendheid te krijgen en bleven vaak alleen motorfietsen leveren in de eigen regio en door hun grote aantal werd de spoeling wel erg dun.
Een van deze kleine bedrijven was A. König, Motoren- en Pumpenfabrik in Neurenberg, dat alleen in 1924 en 1925 lichte 147- en 187 cc tweetakten met kamzuiger bouwde onder de merknaam "Zwerg".
Het moest alleen al in Neurenberg concurreren met (relatief) kleine merken als Abako, Enag, Epa, Erka, Eschag, Fortuna, Franzani, Hagel, Heilo, Heller, Huc, JHC, Kofa, Lloyd, Mammut, Maurer, MF, MJS, Ocra en Ziejanü, maar ook met grote bedrijven als Ardie, DKW, Hecker, Hercules, Horex, Victoria en Zündapp.
Het was dan ook niet verwonderlijk dat de productie van de Zwerg-motorfietsen in 1925 werd beëindigd.